# Hana to Yume
Hana to Yume (花とゆめ, Hana to Yume, svenska "Blommor och drömmar", ofta kallad för HanaYume) är ett shoujomangamagasin publicerat i Japan av Hakusensha.

## Relaterade magasin
- Bessatsu Hana to Yume
- LaLa
- LaLa DX
- Melody
- The Hana to Yume (Za Hana to Yume)